# Еймъри (шелфов ледник)
Шелфовият ледник Еймъри (на английски: Amery Ice Shelf) е гретият по големина (62 620 km²) шелфов ледник край бреговете на Антарктида. Заема част от крайбрежието на Източна Антарктида, край Брега Ларс Кристенсен на Земя Мак. Робъртсън на запад и Брега Ингрид Кристенсен на Земя принцеса Елизабет на изток, в акваторията на море Съдружество в Индоокеанския сектор на Южния океан. Простира се между 68°10’ и 71°10’ ю.ш. и 67°40’ и 75° и.д. Дължина от юг на север около 250 km, ширина от запад на изток – 200 km, площ 62 620 km², която непрекъснато се изменя, като от него се откъсват големи айсберги. На север в него се вдава заливът Маккензи с вторичните заливи Дъглас, Торсхавън е Еванс, а източно е разположен големия залив Прюдс. В северозападната му част дълбоко в сушата навлизат ледените заливи Меканикс и Догерс. На югоизток дългия и тесен залив Саннефиорд го отделя от шелфовия ледник Пабликейшън. В централната му част в него е „зациментиран“ остров Гилок, а в крайната му южна част са нунатаките Манинг. Надморската му височина варира от 25 до 50 m, а дебелината на леда е от 200 m в челната му част до 800 m в тилната.
От юг в шелфовия ледник Еймъри се „влива“ един от най-големите антарктически планински ледници Ламберт, а от югозапад – ледниците Стагнант, Немесис, Карибдис и Сила. На югозападния бряг на Еймъри е разположен „оазисът“ Джети. Югоизточно от него на брега на континента са разположени хълмовете Рейнболт (218 m), Мистичели, Маккаскъл (478 m) и Статлер и планината Монро-Кер. От тях към шелфовия ледник се спускат по-малки планински ледници Роджърс и др.
Шелфовият ледник Еймъри е открит на 11 февруари 1931 г., след което е изследван и топографски заснет от смесената британски-австралийско-новозеландска антарктическа експедиция (БАНЗАРЕ) с ръководител Дъглас Моусън. През 1947 г. Австралийският Комитет по антарктическите назвавания наименува шелфовият ледник Еймъри в чест на Уилям Банкс Еймъри (1883 – 1951), представител на британската корона в Австралия през 1925 – 28 г. От 1971 до 1974 г. на шелфовия ледник функционира руската станция Съдружество, която е изходна база за извършените геолого-географски изследвания в района.